# Treiten
Treiten (francès: Treiteron) és un municipi dins del districte administratiu del Seeland en el cantó de Bern, a Suïssa.

## Història
La primera vegada que Treiten va ser esmentat el 1221 va ser com a Treiton.
Els cinc turons al voltant del poble eren el lloc d'un nombre de campaments Mesolítics. Un nombre d'elements del Neolític i de l'edat del bronze han estat descoberts a Buchholz, Ryfflirain-Riederen i Kanalmühle. Els fragments de maons de l'era Romana van ser trobats dintre del Grammetwald. El poble era al principi part del Herrschaft d'Erlach. El 1474 Herrschaft va ser adquirit per Bern. Sota llei Bernesa, Treiten era part del tribunal de Ins al districte d'Erlach. El 1852 el municipi polític i el Bürgergemeinde de Treiten va ser fusionat a un cos sol.
El poble agrícola va créixer al llarg de la carretera Ins-Aarberg. El 1647 el Aarberg canal va ser cavat a través del poble. Gairebé deu anys més tard, el 1656, un molí va ser construït en el canal. El projecte de correcció de l'aigua de 1874-83 va desguassar a Bruts Moos i Treiten va rebre 155 hectàrees de terra novament cultivable. Entre 1945 i 1972 diversos plans van ser desenvolupats per construir els Bruts Moos Aeroport Intercontinental en els municipis de Treiten i Finsterhennen. El projecte era finalment abandonat i l'àrea de l'aeroport proposat reverted per cultivar terra.

## Educació
A Treiten aproximadament 148 habitants (o el 37.5% de la població) han completat la opcional educació secundària superior, i 39 habitants (o el 9.9% de la població) han completat l'educació més alta addicional. (qualsevol universitari o un Fachhochschule)